# بيلاسوار
بيلاسوار (بالأذرية: Biləsuvar) هي مدينة وعاصمة مقاطعة بيلاسوار في أذربيجان. تسمى سابقاً بوشكينو (Pushkino)، وتعتمد المنطقة الزراعية فيها بشكل كبير على الري.
تقع المدينة في وسط منطقة أران. وكانت منقسمة إلى قسمين في عام 1828 في معاهدة تركمانجاي.